# 越南鰻鯰
越南鰻鯰，為輻鰭魚綱鯰形目鰻鯰科的其中一種，分布於西太平洋的越南海域，體長可達24.3公分，生活在底中層水域，屬肉食性，生活習性不明。

## 擴展閱讀
維基物種上的相關：越南鰻鯰